# Ricard de Conisburgh
Ricard de Conisburgh (vers 1375 - 5 d'agost de 1415), tercer comte de Cambridge, va ser el segon fill del primer duc de York, Edmund de Langley, i d'Isabel de Castella.
Va néixer al Castell de Conisburgh a Yorkshire, i el 1406 es va casar amb la seva cosina, Anna Mortimer, que també descendia d'Eduard III a través de Lionel d'Anvers. Va ser a través d'aquesta unió que la Casa de York reclamaria el tron d'Anglaterra a la Guerra de les Dues Roses. Del matrimoni nasqueren una filla, Isabel Plantagenet, i un fill, Ricard Plantagenet, que seria el primer pretendent York a la corona.
El 1414 va ser creat, per cessió del seu germà Eduard de Norwich, comte de Cambridge.
Just abans que s'embarquès en una campanya contra França per lluitar a la Guerra dels Cent Anys es va descobrir que Ricard de Conisburgh era un dels instigadors del Complot de Southampton contra el rei Enric V, que pretenia substituir el rei per Edmund Mortimer (cunyat de Ricard). Va ser desposseït de tots els seus títols i terres, i seria executat com a traïdor el 5 d'agost de 1415.